# Cyprien Estoueigt
Pas d'image ? Cliquez ici

a Compétitions nationales et continentales officielles uniquement.

b Matchs officiels uniquement.
Dernière mise à jour le 31 janvier 2024.
Cyprien Estoueigt, né le 9 janvier 1910 à Saint-Jean-de-Luz  et mort le 9 janvier 1964 à Bordeaux, est un joueur de rugby à XV et de rugby à XIII international français, évoluant au poste de centre.
Il joue de nombreuses années à AS bayonnaise en rugby à XV, et rejoint en novembre 1937 avec ses coéquipiers Marcel Villafranca et Pierre Etchart le rugby à XIII et le club de Bordeaux. En 1940, à l'approche de la guerre et de l'interdiction du rugby à XIII, il retourne au rugby à XV sous les couleurs de l'AS Côte basque puis la Société Nautique Bayonne.

## Biographie
Sa fille, Nelly Patachon née Estoueigt, a été joueuse de basket-ball internationale française.

## Palmarès

### Détails en sélection
| Matchs internationaux de Cyprien Estoueigt en rugby à XIII | Matchs internationaux de Cyprien Estoueigt en rugby à XIII | Matchs internationaux de Cyprien Estoueigt en rugby à XIII | Matchs internationaux de Cyprien Estoueigt en rugby à XIII | Matchs internationaux de Cyprien Estoueigt en rugby à XIII | Matchs internationaux de Cyprien Estoueigt en rugby à XIII | Matchs internationaux de Cyprien Estoueigt en rugby à XIII | Matchs internationaux de Cyprien Estoueigt en rugby à XIII | Matchs internationaux de Cyprien Estoueigt en rugby à XIII | Matchs internationaux de Cyprien Estoueigt en rugby à XIII | Matchs internationaux de Cyprien Estoueigt en rugby à XIII | Matchs internationaux de Cyprien Estoueigt en rugby à XIII |
|                                                            | Date                                                       | Adversaire                                                 | Résultat                                                   | Compétition                                                | Poste                                                      | Points                                                     | Essais                                                     | Pen.                                                       | Drops                                                      |                                                            |                                                            |
| ---------------------------------------------------------- | ---------------------------------------------------------- | ---------------------------------------------------------- | ---------------------------------------------------------- | ---------------------------------------------------------- | ---------------------------------------------------------- | ---------------------------------------------------------- | ---------------------------------------------------------- | ---------------------------------------------------------- | ---------------------------------------------------------- | ---------------------------------------------------------- | ---------------------------------------------------------- |
| sous les couleurs de la France                             |                                                            |                                                            |                                                            |                                                            |                                                            |                                                            |                                                            |                                                            |                                                            |                                                            |                                                            |
| 1.                                                         | 16 janvier 1938                                            | Australie                                                  | 11-16                                                      | Test match                                                 | Centre                                                     | -                                                          | -                                                          | -                                                          | -                                                          |                                                            |                                                            |
| 2.                                                         | 20 mars 1938                                               | Angleterre                                                 | 15-17                                                      | Coupe d'Europe                                             | Centre                                                     | -                                                          | -                                                          | -                                                          | -                                                          |                                                            |                                                            |
| 3.                                                         | 2 avril 1938                                               | Pays de Galles                                             | 2-18                                                       | Coupe d'Europe                                             | Centre                                                     | -                                                          | -                                                          | -                                                          | -                                                          |                                                            |                                                            |